# 庫珀斯米爾斯 (緬因州)
庫珀斯米爾斯（英語：Coopers Mills）是位於美國緬因州林肯縣的一個非建制地區。

## 地理
庫珀斯米爾斯所處的海拔為高於海平面55米（即180英呎），而該地所採用的時區為UTC-5，即北美东部時區（EST）。同時該地設有夏令時間，為UTC-5調快一小時，即UTC-4（EDT）。